# Heinrich Voigt (Orgelbauer)

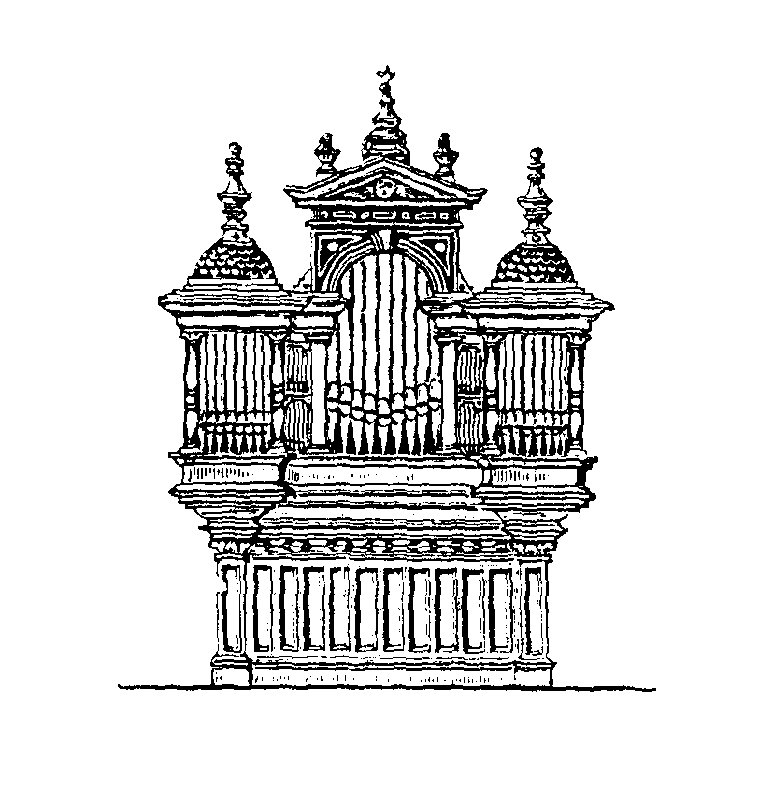
Die Voigt-Orgel in Nordenstadt auf dem Briefkopf der Fa Voigt (ca. 1900)

Heinrich Voigt (* 4. Oktober 1845 in Igstadt; † 10. Juni 1906) war ein deutscher Orgelbauer.

## Leben
Von 1860 bis 1864 ging Voigt bei Orgelbaumeister Friedrich Wilhelm Voigt in Eisleben in die Lehre. Im Jahr 1865 arbeitete er vom 7. März bis zum 16. Dezember als Geselle in der Werkstatt Urban Kreutzbachs mit. 1868 übernahm er nach dem Tod seines Vaters Christian Friedrich Voigt, zusammen mit seinen Brüdern Konrad Christian Wilhelm und Georg Wilhelm Karl, dessen Orgelbauwerkstatt in Igstadt. 1888 musste er Konkurs anmelden, da der Konkurrenzdruck durch die großen Orgelbauer zu stark wurde. Von 1889 bis 1893 arbeitete er in Straßburg, wo er zeitweise auch der Werkstatt Edmond Alexandre Roethingers angehörte. 1895 gründete er eine neue Werkstatt in Wiesbaden-Biebrich. 1900 übernahm sein Sohn Heinrich Wilhelm Voigt die Werkstatt und verlegte sie nach der Hochzeit mit Johanette Kern im Jahr 1903 nach Unterliederbach. Deren Sohn Heinrich (Heinz) Voigt führt den Pfeifenorgelbau in der Werkstatt bis 1970 fort, auf dem Sektor des Drehorgelbaus hatte sie noch bis 1992 Bestand.
Neben Christian Friedrich Voigt, Daniel Raßmann aus Möttau und Conrad Embach aus Rauenthal gehört er zu den wichtigen Orgelbauern des 19. Jahrhunderts im damaligen Herzogtum Nassau.
Voigt verwendete für seine Instrumente das System der mechanischen Kegellade, typisch für seine (oft kleinen) Instrumente ist die üppig besetzte 8'- Lage und eine (terzhaltige) Cornett-Mixtur als Klangkrone. Eine Besonderheit stellt die Verwendung des Registers Tuba 16' mit durchschlagenden Zungen im Pedal der Orgel in Nordenstadt dar.

## Instrumente (Auswahl)
Von den insgesamt etwa 40 Instrumenten, die aus Voigts Werkstatt stammen, sind nur wenige erhalten.
| Jahr | Ort                           | Kirche                                 | Bild                 | Manuale | Register | Bemerkungen |
| ---- | ----------------------------- | -------------------------------------- | -------------------- | ------- | -------- | --- |
| 1873 | Seelbach (Villmar)            | Evangelische Kirche Seelbach (Villmar) |                      | II/P    | 18       | |
| 1876 | Wiesbaden-Medenbach           | Ev. Kirche                             |                      | I/P     | 9        | |
| 1878 | Wiesbaden-Breckenheim         | Ev. Kirche                             |                      | I/P     | 12       | Ursprünglich zweimanualig, mit Physharmonika auf II. Manual; mechanische Kegellade |
| 1886 | Wiesbaden-Nordenstadt         | Ev. Kirche                             | Orgel in Nordenstadt | II/P    | 20       | Bedeutendstes original erhaltenes Instrument. |
| 1890 | Wehen                         | Evangelische Kirche Wehen              | Orgel in Wehen       | II/P    | 12       | Ursprünglich für die Altkatholische Kirche in Wiesbaden erbaut, 1899 in Wehen aufgestellt; durch Katzer (Bleidenstadt) umgebaut, Restaurierung mit Rückführung 1999 durch Orgelbau Hardt |
| 1895 | Reichenberg (Rheinland-Pfalz) | Ev. Kirche                             |                      | I/P     | 8        | |